# Завещание Уильяма Шекспира

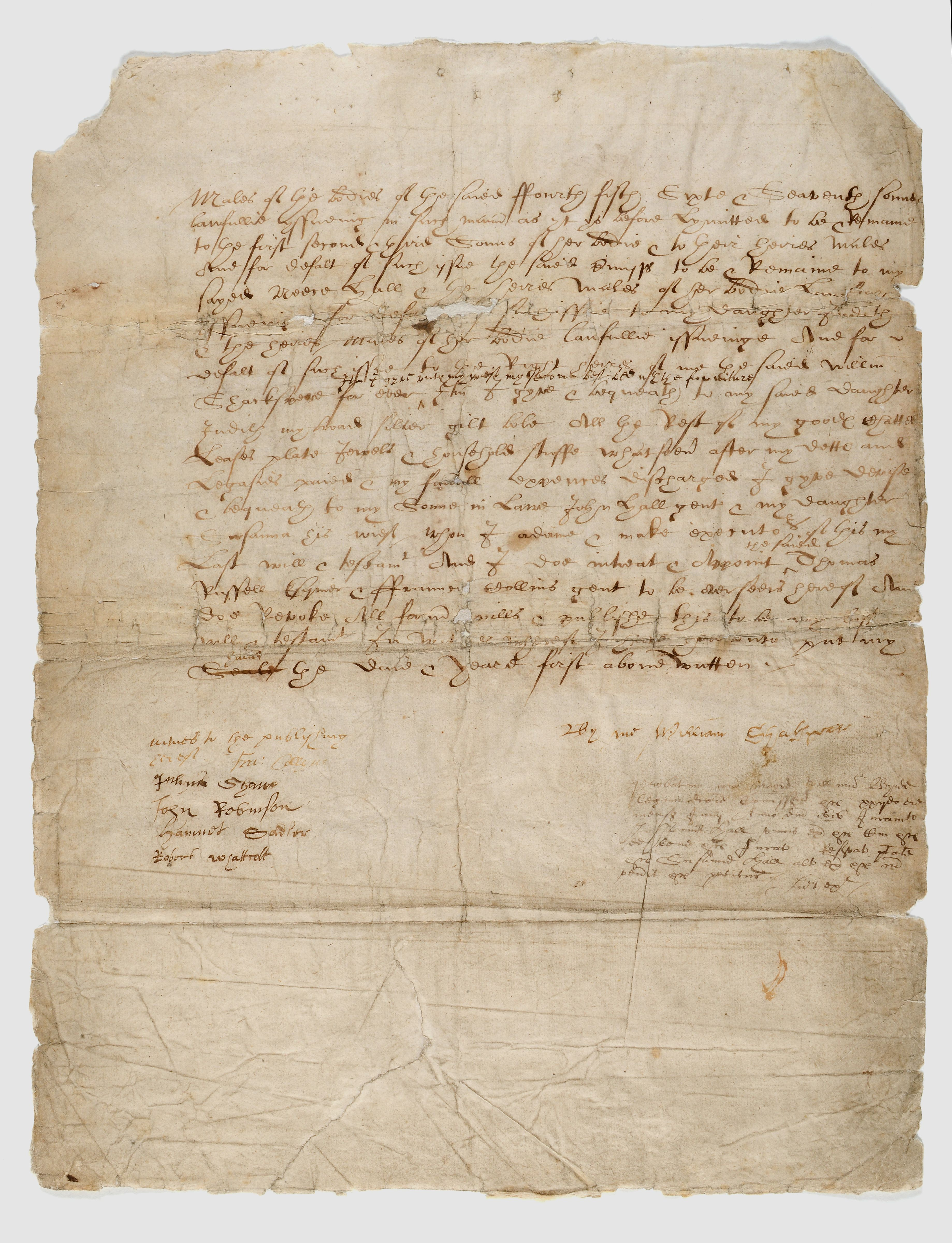
Третья и последняя страница завещания Уильяма Шекспира, написанная рукой секретаря.

Последняя воля и завещание Уильяма Шекспира были подписаны 25 марта 1616 г., чуть менее месяца до его смерти . Документ изучался на предмет подробностей его личной жизни, его мнений и отношения к двум дочерям, Сюзанне и Джудит, и их мужьям, Джону Холлу и Томасу Куини соответственно. Самым известным фрагментом завещания является завещание жене своей «второй самой лучшей кровати» (second best bed). Значение этой фразы не определено.
Содержание завещания также изучалось на предмет намёков о религиозных убеждениях Шекспира, его здоровье и об его отношениях с коллегами в лондонском театральном мире.

## Контекст
Завещание Шекспира было составлено вскоре обручения его дочери Джудит с Томасом Куини. Впервые Шекспир вызвал своего адвоката Фрэнсиса Коллинза в январе 1616 г., незадолго до свадьбы пары 10 февраля. Проект завещания был составлен, однако не подписан. Вскоре выяснилось, что Куини сделал беременной девушку по имени Маргарет Уилер. В середине марта 1616 г. Маргарет Уилер умерла при родах. Её ребенок умер вместе с ней, и оба были похоронены 15 марта. 25 марта Шекспир внёс ряд изменений, вероятно, потому, что он умирал, и из-за особых опасений по поводу Томаса Куини. В первом завещании было положение «моему зятю» (vnto my sonne in L[aw]); но затем «sonne in L[aw]» было вычеркнуто, а вместо него вставлено имя Джудит.
Есть свидетельства о том, что у Шекспира были близкие отношения с другим зятем, Джоном Холлом.
Другие лица, упоминаемые в завещании, являлись друзьями и деловыми партнерами в Стратфорде и Лондоне, в том числе и несколько его коллег по театру.

## Преамбула
Преамбула условна и типична для других завещаний того периода:

Во имя Господа, Аминь. Я Уильям Шекспир из Стратфорда-на-Эйвоне, из графства Уорикшир, джентльмен, в полном здравии и твердой памяти, хвала Господу, составляю и предписываю эту мою последнюю волю и завещание следующим образом и по форме. То есть, во-первых, я предаю свою Душу в руки Бога, моего Создателя, надеясь и твёрдо веря, что благодаря единственно заслугам Иисуса Христа, моего Спасителя, я и стану причастником жизни вечной. И моё тело отправится в землю, из которой и созиждено.
Фраза, начинающаяся со слов «единственно заслугам Иисуса Христа…» (что делает Христа единственным средством спасения), является явно англиканской или протестантской формулой, в отличие от дореформационных и более поздних римско-католических формул, в которых заступничество святых и других членов святого лика нередко призывается ради спасения души.

## Завещания
Своей дочери Джудит он завещал 100 фунтов стерлингов (около £20,000 по меркам 2021 г.) «в связи с выходом замуж» («in discharge of her marriage porcion»); ещё 50 фунтов, буде она откажется от коттеджа на Чапел-лейн; и, если она или кто-либо из её детей будут живы по истечении 3 лет после даты завещания, то ещё 150 фунтов стерлингов, из которых она должна была получить проценты, однако не основную сумму. В этих деньгах Томасу Куини было прямо отказано, если только он не передал Джудит землю равной ценности. По отдельному завещанию Джудит передали «мой широкий серебряный позолоченный штамб» (my broad silver gilt bole).
Наиболее известно подстрочное завещание, гласящее: «Я отдаю своей жене свою вторую самую лучшую кровать с мебелью» («It[e]m I gyve unto my wief my second best bed w[i]th the furniture»). Это подстрочное дополнение, написанное настолько трясущейся рукой, на линии, вьющейся вверх и вниз, и так нацарапано, что учёным понадобилось целое столетие для окончательной расшифровки слов. Это может быть последнее, что было вписано в документ перед подписями Тот факт, что он оставляет своей жене Энн, «мою вторую самую лучшую кровать, вместе с мебелью», тогда как его зять Джон Холл и жена последнего, его другая дочь Сюзанна, остаются с остальной частью его «товаров, движимого имущества, аренды, тарелок, драгоценностей и любых предметов домашнего обихода» были источником различных предположений. Было высказано предположение, что это указывает на недоброжелательность по отношению к жене, или же, напротив, Анна могла стать инвалидом и неспособной управлять имением (насчёт чего не существует никаких доказательств), или, возможно, что неупомянутая «вторая лучшая кровать» сохранялась для гостей, или это могло быть смертное ложе Шекспира. Возможно, «вторым по значимости» было супружеское ложе, имевшее особое значение. Также предполагалось, что Анну должны были поддерживать её дети. Жермен Грир предполагает, что завещания — результат соглашений, заключённых во время брака Сюзанны с доктором Холлом: что она (и, следовательно, её муж) унаследовала большую часть состояния Шекспира. Шекспир имел деловые отношения с доктором Холлом и поэтому и назначил Джона и Сюзанну адресатами завещания. Доктор Холл и Сюзанна получили наследство и переехали в Нью-Плейс после смерти Шекспира.
Джон Хемингс, Генри Конделл и Ричард Бёрбедж были коллегами Шекспира, коллегами-актёрами и учредителями театра «Глобус» . У каждого из них был сын по имени Уильям. В завещании каждому из них было завещано по 26 шиллингов и восемь пенсов (эквивалент £270 фунтам стерлингов на 2021 г.) для покупки траурных колец. Стэнли Уэллс и другие задавались вопросом, представляло ли данное завещание своего рода соглашение по опубликованию издания собрания пьес Шекспира  . Шекспир наверняка знал, что Бен Джонсон уже 4 года занимается проектом, результатом которого должен был стать сборник собственных произведений Джонсона. Бёрбедж умер в 1619 г., однако через 6 лет после завещания началась печать Первого фолио под руководством Хемингса и Конделла в качестве редакторов .